# Crepidacantha longiseta
Crepidacantha longiseta är en mossdjursart som beskrevs av Canu och Bassler 1928. Crepidacantha longiseta ingår i släktet Crepidacantha och familjen Crepidacanthidae.
Artens utbredningsområde är Mexikanska golfen. Inga underarter finns listade i Catalogue of Life.